# Заринський міський округ
Заринський міський округ (рос. Заринский городской округ) — міський округ у складі Алтайського краю Російської Федерації.
Адміністративний центр та єдиний населений пункт  — місто Заринськ.

## Населення
Населення — 46254 особи (2019; 48461 в 2010, 50368 у 2002).